# Papa rellena

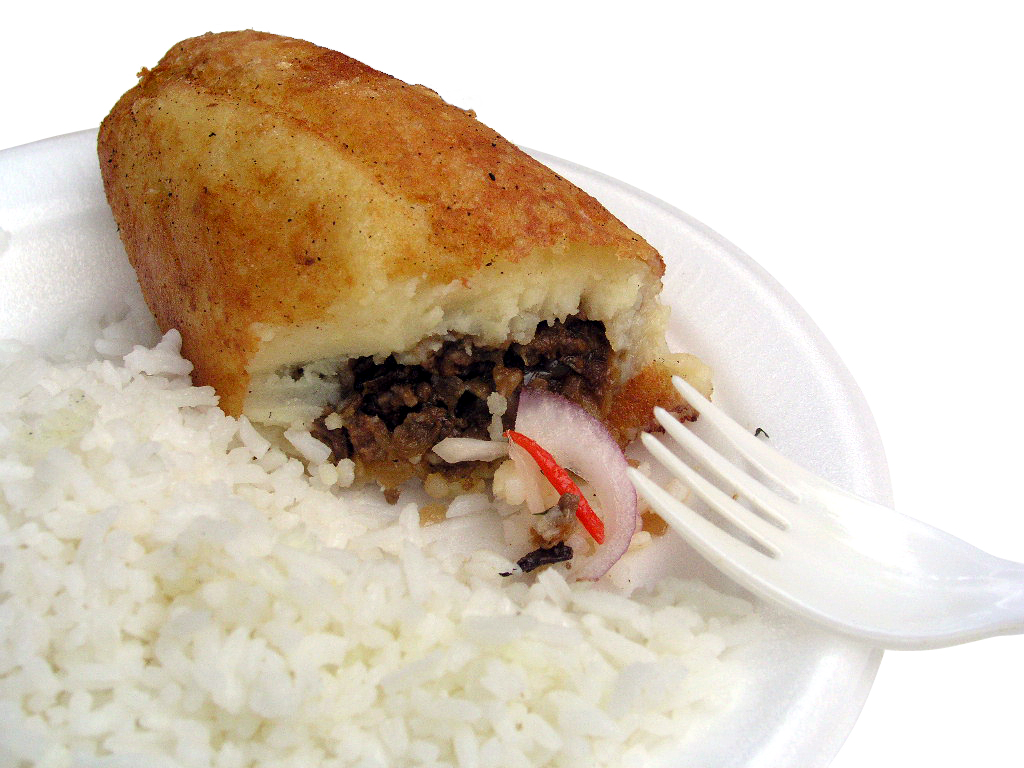
Papa rellena du Pérou.

La papa rellena (pomme de terre farcie) est un plat traditionnel des  cuisines péruvienne et Bolivienne. Les attestations les plus anciennes de cette préparation datent de la fin du  XIXe siècle.

## Préparation
Le plat consiste en une pâte de pomme de terre cuite, qui enveloppe une farce élaborée avec de la viande de bœuf, des oignons, des olives et des œufs durs, le tout haché. Une fois la pâte fourrée avec la farce, on la fait frire jusqu'à ce qu'elle soit dorée. D'habitude on ajoute du chuño pour donner plus de consistance à la pâte. Elle se sert avec une salsa criolla au Pérou  et de la llajiua en Bolivie
Au Pérou, il existe une variante de ce plat appelée «yuca rellena », dans laquelle on remplace la pomme de terre par du manioc, qui lui donne une saveur et une texture différentes.